# Désiré Chevassu
Pour les articles homonymes, voir Chevassu.
Désiré Chevassu est un homme politique français né le 15 juillet 1810 à Poligny (Jura) et décédé le 18 mai 1869 à Poligny.
Notaire, maire de Poligny, conseiller général, il est député du Jura de 1848 à 1849, siégeant avec les républicains modérés du parti du général Cavaignac.

## Distinction
- Chevalier de la Légion d'honneur (15 juillet 1856)[1]

## Sources
1. ↑  « Recherche - Base de données Léonore », sur www.leonore.archives-nationales.culture.gouv.fr (consulté le 25 juin 2023)

- « Désiré Chevassu », dans Adolphe Robert et Gaston Cougny, Dictionnaire des parlementaires français, Edgar Bourloton, 1889-1891 [détail de l’édition]